# Комплекс з виробництва добрив у Севільї
Комплекс з виробництва добрив у Севільї — колишній виробничий майданчик у портовій зоні іспанського міста Севілья.
Проєкт спорудження заводу реалізували через створену наприкінці 1950-х компанію Abonos Sevilla, власниками якої виступили Union Espanola de Explosivos (UEE), що з 1970-го внаслідок злиття стала Explosivos Rio Tinto (ERT), та Sociedad Ibérica del Nitrógeno, згодом перейменована на Nitratos Asturianos (Nitrastur). Можливо також відзначити, що в підсумку Nitrastur опинилась під контролем ERT, що станом на 1988 рік володіла 65 % участі.
За початковими планами комплекс у Севільї мав щорічно продукувати 126 тисяч тонн комплексних добрив, 60 тисяч тонн нітрату амонію (отримують реакцією аміаку та нітратної кислоти) та 150 тисяч тонн суперфосфату (результат обробки фосфоритів сульфатною кислотою), крім того, він мав постачати зовнішнім споживачам невеликі обсяги нітратної та сульфатної кислот.
Випуск перших добрив припав на 1963 рік, а в 1965-му оголосили про початок повноцінної експлуатації ліній з виробництва комплексних добрив та нітрату амонію, потужність яких тепер зазначалась як 78 тисяч тонн та 96 тисяч тонн відповідно.
В 1966-му ввели в дію виробництво суперфосфату, а у 1968-му стала до ладу лінія грануляції нітрату амонію.
Первісно комплекс сам забезпечував себе таким важливим напівфабрикатом, як аміак (він є сировиною для виробництва не лише нітрату амонію, але й, наприклад, нітратної кислоти), при цьому технологічний процес був заснований на використанні нафтопродуктів. Втім, на тлі змін у ринкових умовах в 1968-му зупинили продукування аміаку та перейшли до його закупівель у сторонніх постачальників (можливо відзначити, що відкриті UEE/ERT протягом наступного десятиліття заводи азотної хімії в Картахені та Таррагоні так само не мали виробництв аміаку). Наявне в Севільї обладнання для продукування аміаку вирішили використати для створення виробництва метанолу потужністю 50 тисяч тонн на рік, для чого отримали погодження від уряду (діяльність Abonos Sevilla мала суттєві пільги, зав'язані на випуску визначеного комплексу продуктів) та уклали угоду з Shell, що отримала 20 % участі в проєкті. Втім, про подальшу долю метанольного проєкту обмаль даних.
З плином часу виробництво в Севільї стало неконкурентоздатним і його закрили. Територію Abonos Sevilla використали для створення припортової логістичної зони, розвиток якої почався у 1990-х роках.